# Лунный проект МС-6Х
Лунный проект МС-6Х — международный научный проект международной благотворительной организации «Фонд поддержки развития науки, культуры и спорта» (Украина), Национального авиационного университета (Киев, Украина), «Internationaler Verein zur Förderung sozialer und kultureller Projekte» (Берн, Швейцария) и  L’initiative culturelle: le développement de science, culture et media (Франция) по созданию прототипа планетохода МС-6Х, который предназначен для работы на поверхности Луны.

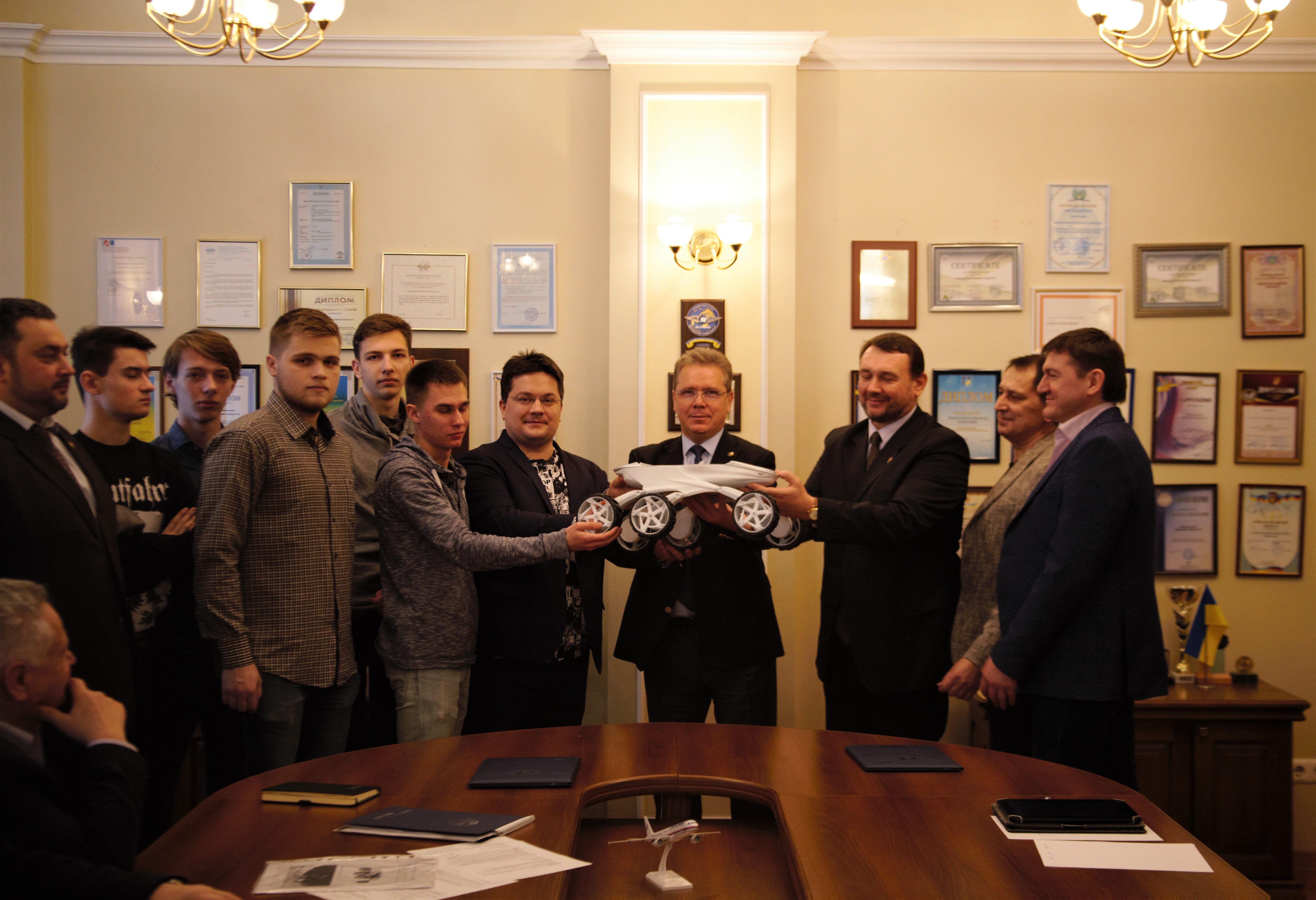
Демонстрация прототипа лунохода МС-6Х

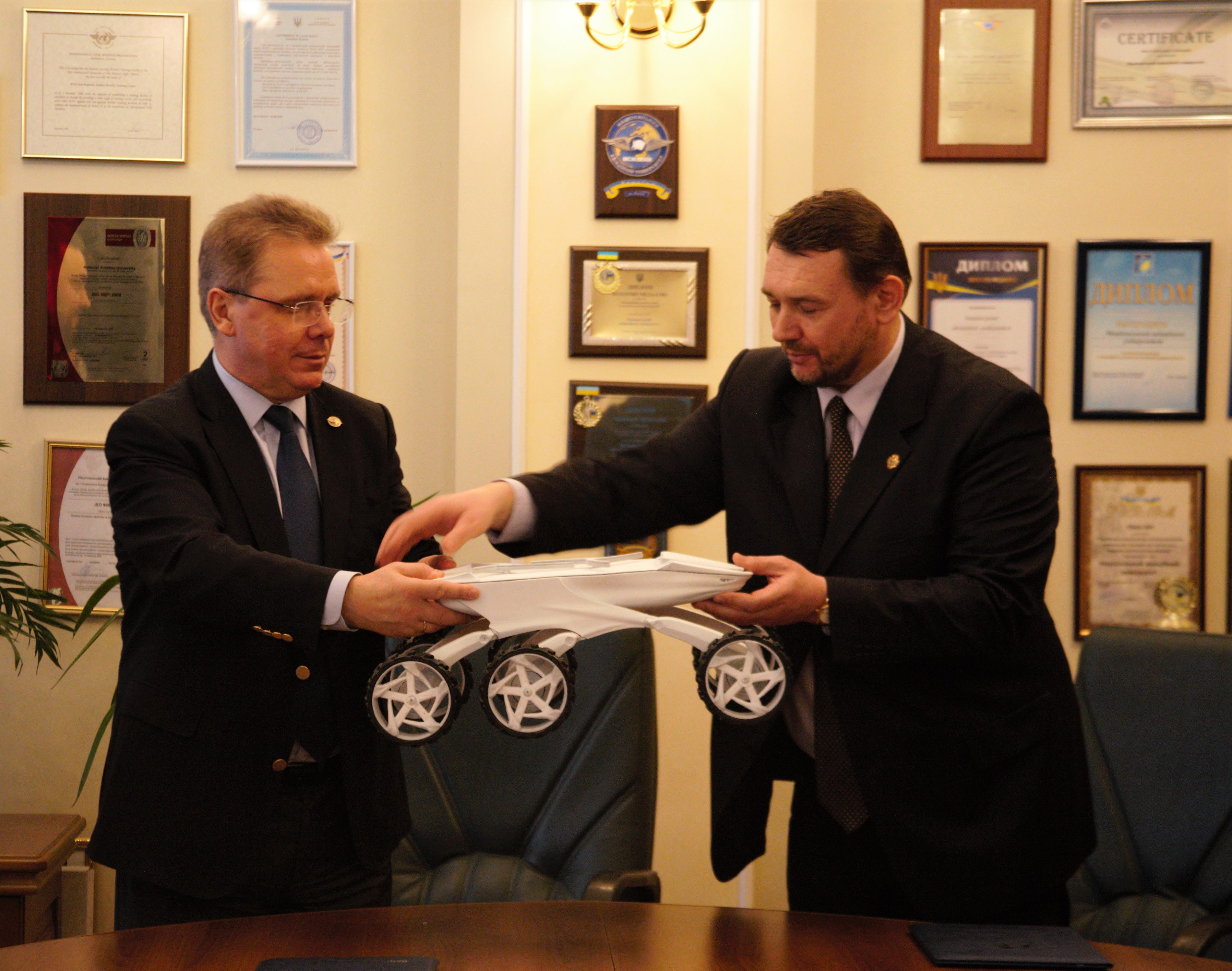
Луноход МС-6Х

## Описание
Луноход МС-6Х относится к малогабаритным планетоходам, таким как Audi Lunar Quattro (Германия), Hakuto (Япония), которые создавались в рамках программы Google Lunar X PRIZE. Луноход МС-6Х выполнен из пластиков и сплавов на основе легких металлов. Общий вес лунохода - 5 кг, максимальная скорость - 14км/час.  Шесть электродвигателей питаются от солнечных батарей и литий-ионных аккумуляторов. Луноход МС-6Х является первым луноходом в мире, оборудованный системой автоматического переворачивания на колеса при опрокидывании на крышу в результате аварии и системой для очистки солнечных панелей от лунного реголита при загрязнении.
Размеры лунохода МС-6Х: 56.52 cm - длина; 34.79 cm - ширина; 22.44 cm - высота.
Луноход МС-6Х предназначен для работы на Луне в условиях освещения в течение около 14,77 земных суток дневного света и не имеет радиоизотопных источников энергии.
Широкой публике прототип лунохода МС-6Х был представлен 17 февраля 2020 года в Национальном Авиационном Университете (г. Киев, Украина). При этом был подписан договор между НАУ и Международной благотворительной организацией "Фонд поддержки развития науки, культуры и спорта" о сотрудничестве и партнерстве.
Первый этап испытаний прототипа лунохода МС-6Х был проведён в НАУ в рамках Презентации 16 июня 2020 года. Во время тестовых испытаний проведена проверка ходовых качеств прототипа лунохода МС-6Х, систем управления и передачи данных видеотрансляции в онлайн-режиме. Механизм передвижения лунохода, который двигается за счёт шаговых двигателей, дает возможность точного позиционирования каждого колеса. На борту прототипа установленная видеокамера, которая управляется микрокомпьютером.
Команда проекта
- Александр Данильчук, Основатель и руководитель проекта (Украина);
- Роберт Насибулин, Директор по развитию (Украина);
- Борис Хлобыстов, Проджект менеджер (Украина);
- Руслан Кудайбергенов, Главный дизайнер (Казахстан);
- Сергей Седых, Главный консультант (Финляндия).

Представители НАУ
- Исаенко Владимир, Ректор НАУ;
- Батыр Халмурадов, Профессор кафедры "Гражданской и промышленной безопасности";
- Бойченко Сергей, Директор Учебно-научного института "Экологической безопасности";
- Бабикова Екатерина, Директор Института новейших технологий и лидерства;
- Николаев Кирилл, Заместитель декана факультета "Экологической безопасности".

Доставка планетохода МС-6Х на лунную поверхность и цель проекта
Разработка лунохода МС-6Х осуществляется украинскими учеными и изобретателями при участии специалистов "Аэрокосмического института Национального авиационного университета Украины". Полёт на Луну возможен в качестве полезного груза на ракете ULA (United Launch Alliance) Vulkan Centaur и посадочном модуле американской компании Astrobotic или на ракете Falcon 9 компании SpaceX с посадочным модулем Nova-C (Intuitive_Machines) или Blue Moon (Blue Origin). Проектные работы и производство МС-6Х осуществляются за счет спонсоров и средств международной благотворительной организации "Фонд поддержки развития науки, культуры и спорта".
Международное сотрудничество
В  2022 году к проекту присоединилась ассоциация «Internationaler Verein zur Förderung sozialer und kultureller Projekte», Швейцария, а в 2024 году к лунному проекту МС-6Х присоединилась ассоциация L’initiative culturelle : le développement de science, culture et media, Франция.